# 乌兰巴托饭店
乌兰巴托饭店是蒙古国首都乌兰巴托的一家饭店。

## 简介

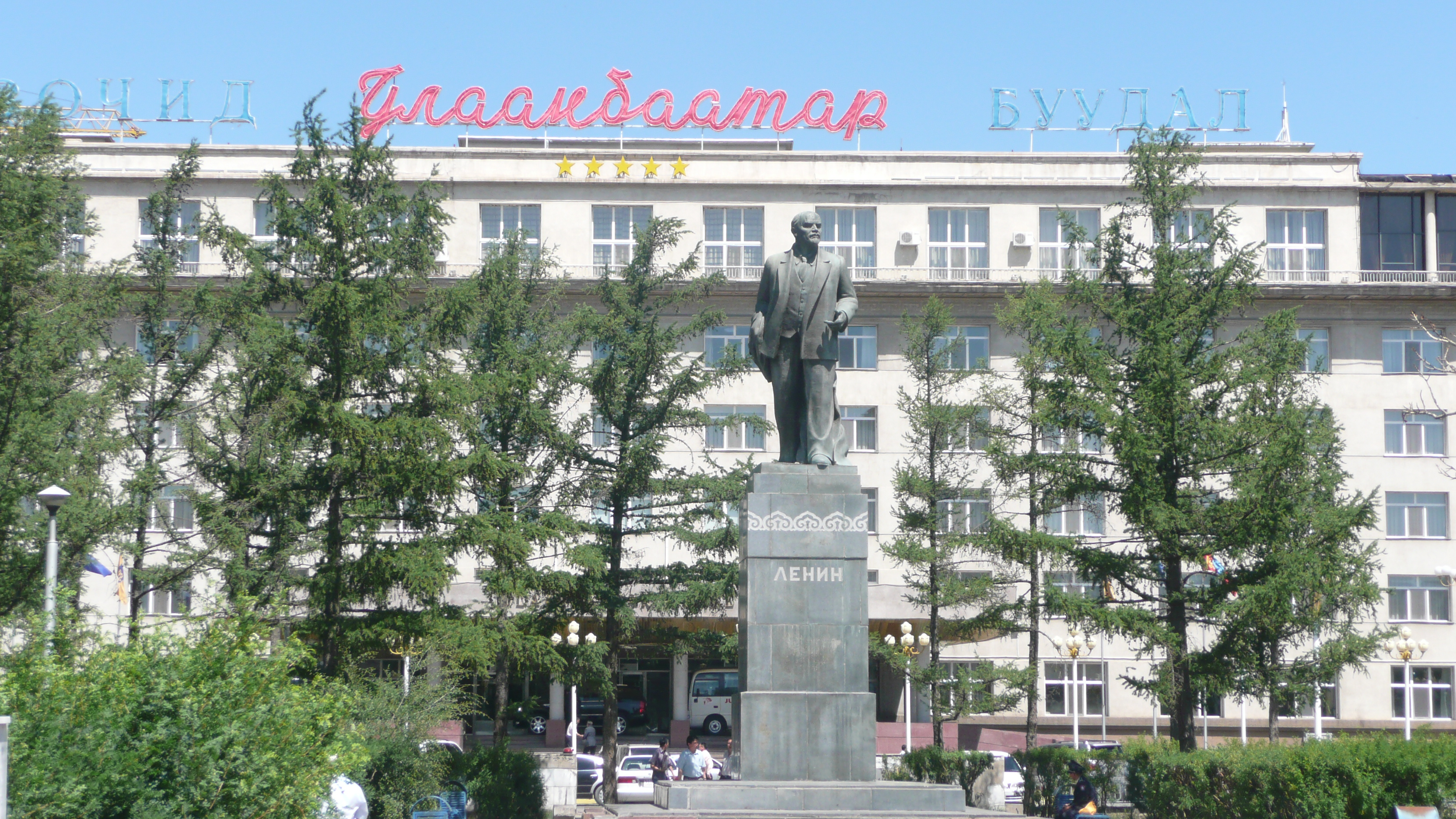
2007年乌兰巴托饭店前的列宁铜像。该铜像于2012年被拆毁。

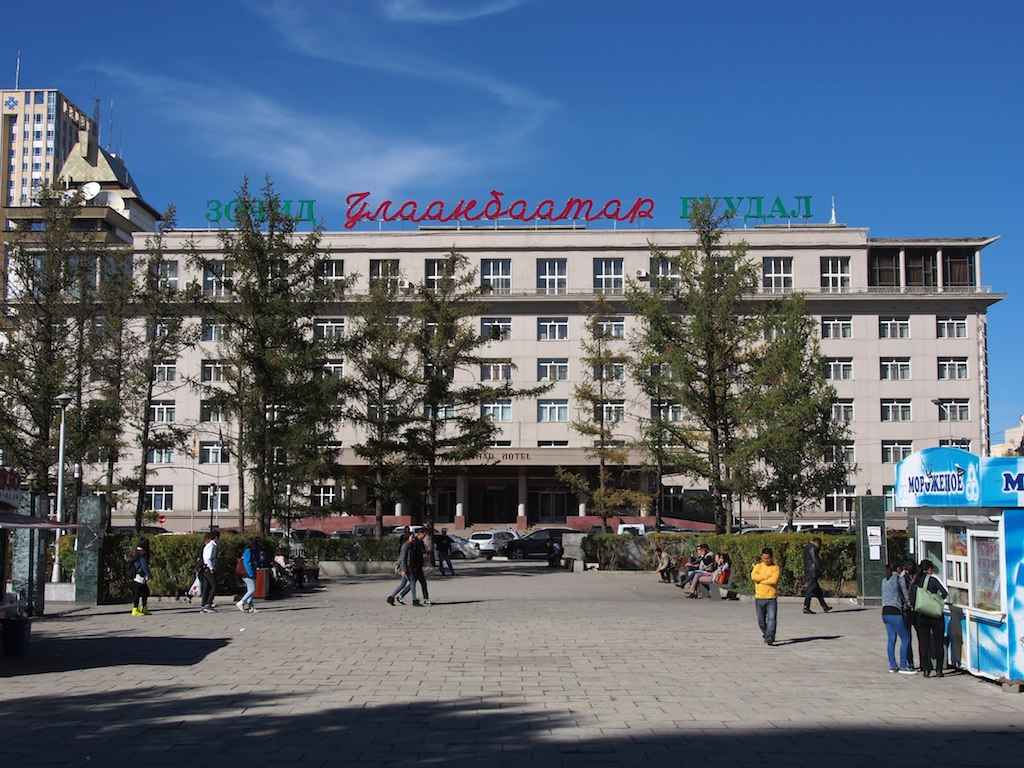
2013年的乌兰巴托饭店

该饭店创建于1961年，是蒙古国最早建成的饭店，由尤睦佳·泽登巴尔建立。1991年，该饭店改制为股份公司，成为蒙古国的改革先驱。后来，该饭店成为蒙古国第一家五星级饭店。
2012年10月14日，乌兰巴托饭店前矗立的有58年历史的列宁铜像被新一届乌兰巴托市政府拆毁。2012年8月刚刚上任的新市长、民主党人额尔登·巴特乌勒（Erdene Bat-Uul）推动了拆除行动。这座铜像是乌兰巴托市最后一座列宁像。